# Personnages des Tortues Ninja
 (août 2024).
- Si vous ne connaissez pas le sujet, laissez ce bandeau (vous pouvez alors contacter les auteurs).
- Si vous supprimez le contenu mis en cause (vous pouvez préalablement contacter les auteurs),

argumentez précisément cette suppression dans la page de discussion
(un manque de référence n'est pas un argument ; une recherche réelle de référence doit avoir été effectuée, être formellement documentée).
Cet article présente les personnages principaux des Tortues Ninja.

## Les Tortues

### Leonardo
Leader des 4 frères, vivant sous les principes du bushidō. Il prend toujours au sérieux la pratique du ninjutsu et tente d'encourager ses frères à faire de même, souvent en vain. Son nom vient de l’artiste et ingénieur de la Renaissance Leonardo da Vinci. Son caractère évolue très peu à travers les différentes versions depuis 1984. Il porte un bandeau bleu et ses armes sont deux ninjatōs.

### Raphael
C'est la tête brûlée des quatre frères. Bien qu'il s'oppose souvent aux ordres de Leonardo, ce qui leur vaut de très nombreuses disputes, il est toujours présent pour aider ses frères. Son nom vient également de l'artiste de la Renaissance italienne Raphaël. Ce fut la tortue qui connut le plus rude changement avec le passage à l’écran, dans le premier dessin animé, en 1987. D’un tempérament violent à l’origine, il devient une tortue aimant l’humour, même s'il a conservé son tempérament fougueux. Il porte un bandeau rouge et ses armes sont deux sais.

### Donatello
C'est le plus pacifique, qui préfère de loin l'utilisation de la parole à celle de son bō pour régler les conflits. Intellectuel et amateur de science, il est capable de modifier, réparer et comprendre la plupart des technologies. Son nom est inspiré du peintre et sculpteur florentin Donatello. Dans le dessin animé de 2012, il est fou amoureux d’April O’Neil. Il porte un bandeau violet et son arme est un bō.

### Michelangelo
Le plus jeune de la famille. Il aime plaisanter, les comics, le skateboard, le surf et les pizzas. C'est le plus fainéant des quatre, mais il a bon cœur et est un frère aimable. Sous son attitude enfantine se cache un ninja agile et redoutable. Son nom vient de l'artiste et ingénieur italien de la Renaissance Michel-Ange. Dans le dessin animé de 2012, il surnomme la plupart des personnages secondaires rencontrés au cours des épisodes. Il porte un bandeau orange et ses armes sont généralement deux nunchakus, et des tonpha dans la série de 1997.

## Alliés

### Splinter
Splinter est le chef des tortues ninja. Dans le comic original, les films et le dessin animé de 2003, c’est un rat vivant au Japon, aux côtés de son maître Hamato Yoshi et sa bien-aimée Tang Shen. Il imite régulièrement dans sa cage son maître Yoshi, lorsque ce dernier s’entraine aux arts martiaux, ce qui permet au rat de lui aussi développer ses talents aux arts martiaux. Mais le grand rival de Yoshi, Oroku Saki est lui aussi amoureux de Shen, qui se refuse à lui. Craignant Saki, ils décidèrent de fuir pour New York. Saki tue Shen et attendit que Yoshi rentre chez lui pour le tuer également. Dans le combat, la cage de Splinter est bousculée, et le rat griffe Shredder au visage. Pour se venger, le ninja lui coupe l’oreille droite avant de s’enfuir.
Dans la série d'animation de 1987, Splinter et Hamato Yoshi sont la même personne, un japonais pratiquant les arts martiaux dans le clan des Foot, aux côtés de Saki. Ce dernier, jaloux des talents de son rival, lui tendit un piège, qui lui valut l’exclusion de son clan. Déshonoré, il s’en alla pour New York. Splinter part ensuite se réfugier dans les égouts de la ville. Il y fait la connaissance de quatre bébés tortues, qu’il retrouve pataugeant dans un fluide mutagène. Il devient un rat mutant humanoïde, père adoptif et maître de Ninjutsu des tortues. Il est très sage et tente de protéger ses fils du monde extérieur qui ne les accepterait pas. Bien qu'âgé, il n'est pas une force à négliger lors d'un combat, souvent comparé à Yoda.

### April O'Neil
Elle est interprétée par Judith Hoag dans Les Tortues Ninja (Teenage Mutant Ninja Turtles) et par Paige Turco dans Les Tortues Ninja 2 et Les Tortues Ninja 3. Dans le film d'animation de 2007 TMNT : Les Tortues Ninja (TMNT), elle est doublée par Sarah Michelle Gellar. Dans le reboot Ninja Turtles et sa suite Ninja Turtles 2, April O'Neil est interprétée par Megan Fox. Premier être humain que les tortues ont rencontré, elle s'est rapidement attachée à eux et fait tout ce qu'elle peut pour les aider. Son emploi change d'un univers à l'autre, mais elle est généralement soit reporter soit scientifique. Les tortues font sa connaissance en la sauvant de ses ennemis, qu’elle se fait à cause de sa curiosité.

### Casey Jones
Il est interprété par Elias Koteas dans Les Tortues Ninja et Les Tortues Ninja 3, puis par Stephen Amell dans Ninja Turtles 2. Dégoûté par la violence des criminels de New York, cet ancien sportif prend sur lui de nettoyer les rues seulement armé d'articles de sport et d'un masque de hockey. Il se lie d'amitié avec Raphaël au cours de l'histoire, et développe plus tard une relation amoureuse avec April, qu'il finit même par épouser dans la série de 2003.

## Ennemis

### Shredder
Il est interprété par James Saito dans Les Tortues ninja, par François Chau et Kevin Nash dans Les Tortues ninja 2, par Tohoru Masamune dans Ninja Turtles et par Brian Tee dans Ninja Turtles 2. Pire ennemi des tortues, Shredder (ou le Déchiqueteur en traduction québécoise) a souvent changé d'apparence au cours des comics et séries. Son but, lui, est resté le même : détruire les tortues. Chef du Clan des Foot, il se bat généralement avec son armure couverte de piquants plutôt que ses pouvoirs. Son vrai nom est Oroku Saki.

### Krang
Un extra-terrestre introduit dans la série d'animation de 1987, ancien conquérant galactique banni, et séparé de son corps, ne laissant que sa tête, rappelant un cerveau. Allié de Shredder. Il n'aura de cesse dans la série d'obtenir un corps de substitution. Son personnage est inspiré des Utroms, une race extra-terrestre apparaissant dans les comics des Tortues Ninja.

### Roi des rats
Le Roi des rats vit dans les égouts et peut exercer un pouvoir hypnotique sur les rats en usant de télépathie ou d'une flûte dans certains cas. Son pouvoir atteint aussi Splinter, qui devient sous l’envoutement un ennemi redoutable pour les tortues.

### Bebop et Rocksteady
Ce sont deux mutants grossiers et pas très malins apparaissant dans la série de 1987, servant d'hommes de main à Shredder. Plutôt incompétents, ils sont plus souvent la cause des défaites de Shredder que de ses réussites. Ce sont de banals voyous qui se sont portés volontaires pour être "renforcés" au cours d’expériences de Saki. Bebop est un phacochère, et Rocksteady un rhinocéros.
Ils sont dans Archie Comics et IDW Publishing. Dans cette dernière, bien que restants fidèles à eux-mêmes, ils sont beaucoup plus violents et dangereux que leurs versions du dessin animé. Accomplissant l'exploit de vaincre Donatello et l'avoir laissé pour mort.
Dans la série de 2012, Ivan Steranko devint Rocksteady et Anton Zeck devint Bebop, après que Schredder s'est sacrifié dans le gouffre avec Kavanax. L'homologue de Shredder de 1987 a été associé avec le Krang de 1987.
Dans Ninja Turtles 2, ces rôles sont confiés a Gary Anthony Williams (Bebop) et Sheamus (Rocksteady). Dans cette version, Bebop et Rocksteady sont deux prisonniers qui devaient être transférés dans la même prison que Shredder. Ils profitent de l'évasion de ce dernier pour s'évader également. Alors qu'ils fêtaient leur liberté, Shredder les retrouve et les enrôle dans le Clan des Foot. Il se servira ensuite d'un mutagène que lui a donné Krang, pour transformer ces derniers en mutants pouvant rivaliser physiquement avec les Tortues. Ces derniers sont très contents de leur nouvelle apparence. Ils sont ensuite envoyés au Brésil pour récupérer une des pièces nécessaires à une machine qui ouvrirait un portail vers la dimension de Krang. Malgré leur stupidité, ils parviennent à battre les tortues. Lors de l'invasion de Krang, ils affronteront Casey Jones qui les battra facilement.

### Hun
Hunter « Hun » Mason est le bras droit de Shredder et chef du gang de rue des "Dragons Pourpres" dans la série d'animation de 2003. C'est un homme gigantesque et musclé qui mise en général sur la force brute pour se faire respecter de ses hommes et combattre. Hun est dévoué à Shredder, et les tortues doivent généralement avoir recours à des attaques surprises pour le vaincre, bien qu'il ait rarement recours à une arme. Dans le long-métrage télévisée Turtles Forever, Hun entre en contact avec le mutagène, et est transformé en tortue à son tour. Dans la série de 2012, il est redoutable et a le même physique que Bruce Lee, mais il fera pas le poids face à aux héros de BD de Mickelangelo dans l'épisode 19 de la saison 4. Dans l'épisode 22 de la saison 4, face a April qui est possédée par Za-Naron, on ne sait pas si lui et les dragons pourpres sont tués ou pas.

### Karai
Karai est une jeune femme ninja, membre du Clan des Foot généralement placée comme la plus élevée après Shredder. Présentée généralement comme la fille adoptive de Shredder, elle a un rôle très ambigu dans toutes les versions.

### Bishop
Bishop est un agent scientifique du gouvernement introduit dans la série de 2003, qui fait des recherches pour protéger la Terre contre d'éventuelles menaces extra-terrestres. Profondément sadique, il cherche régulièrement à disséquer les Tortues et faire des expériences sur elles afin d'en tirer profit pour créer des monstres. Il apparaitra dans les 2 derniers épisodes de la saison 3 dans la série de 2012.

### Leatherhead
Leatherhead  (« tête de cuir » en français) est un crocodile mutant présenté variablement comme un allié ou un ennemi des Tortues. Dans le comics et la série de 2003, c'est aussi un scientifique brillant. Dans la série de 1987, c'est un crocodile muté. Dans la série de 2012, c'est un personnage sombre.

### Slash
Slash est une tortue mutante qui ressemble au moins partiellement aux tortues (personnages principaux). Ce personnage est créé par Kevin Eastman. Apparu originellement dans la série animée de 1987, il a par la suite été réutilisé dans les comics édités par Archie, sous une forme très différente de sa première incarnation.
Dans la série de animée de 1987, Slash est la tortue de compagnie de Rocksteady. Bebop et Rocksteady utilisent un super-mutagène expérimental sur lui afin qu'il puisse réaliser leurs corvées de nettoyage. Doté d'une grande force et d'un caractère instable, son personnage évolue au contact d'extra-terrestres et développe une grande intelligence. Il fait une fixation sur un petit jouet en plastique de son ancien aquarium représentant un palmier.
Dans les Archie Comics, les origines de Slash sont différentes. Dans ce cas, il est un extra-terrestre banni pour des crimes atroces. Il apparaît pour la première fois sur le monde de Morbus. Son apparence physique est proche des Tortues, excepté que son bandeau est noir et qu'il a des crocs en guise de dents. Il se bat avec différentes armes, mais généralement préfère utiliser des fausses griffes. Il fait également une fixation sur les palmiers.
Bien que Slash n'apparaisse pas dans le cross-over Turtles Forever, le personnage Hun présente quelques similitudes avec lui.
Enfin, Slash apparaît dans la série de 2012 durant le septième épisode de la saison 2. Toujours doté d'une très grande force, son personnage s'avère toutefois plus complexe dans la série de Nickelodeon. Il est notamment rapide et agile en regard de sa masse physique imposante. Son caractère est froid et calculateur.
Il apparaît en caméo dans l'épisode 1 de la saison 4.

### Les Utroms
Les Utroms sont une race extraterrestre fictive de l'univers des Tortues Ninja. Ce sont des créatures de petite taille, semblables à des créatures gélatineuses roses avec deux yeux globuleux et une bouche. Très intelligents et avancés, ils compensent leur faiblesse physique en utilisant des robots pilotable à l'effigie d'humains comme corps.
Le personnage de Krang dans la l'adaptation animée de 1987 des Tortues Ninja est inspiré des Utroms.
Dans les comics, les Utroms apparaissent les numéros #3 et #7 du comic original. Ils sont une race extra-terrestre pacifique arrivée jadis sur Terre à la suite d'un dysfonctionnement de leur vaisseau. Après avoir vécu un temps en cachette sur Terre, ils sont parvenus à rétablir le contact avec leur monde originel et sont restés un temps pour étudier la Terre. Le mutagène qui causa la mutation des Tortues et de Splinter est de leur création.
Les Utroms apparaissent à plusieurs reprises dans la série de 2003. Leur rôle et leur histoire est majoritairement similaire à la version du comic, avec toutefois un détail supplémentaire : ils sont à l'origine de la naissance du Clan des Foot et de Shredder, qui est en réalité l'un d'entre eux.
Dans la série de 2012, les Kraangs sont basés sur le personnage krang (1987) et des Utroms (2003). Vers la fin de la saison 3, apparaît le peersonnage de Bishop qui appartient à la tribu Utrom et s'oppose aux destructions de Kraang Prime depuis plusieurs siècles. Les Utroms sont une espèce pacifique vivant en Dimension X. De cette espèce découle celle des Kraangs, créée artificiellement par le scientifique Kraang (devenu Kraang Prime par la suite). La guerre contre les Kraangs a entraîné la perte de la quasi-totalité de l’espèce Utrom, ne comptant plus qu’une centaine d’individus. À la tête de la tribu se trouve le Haut Conseil composé de Pawn en utromdroid gris, Rook en Irmabot au jupe bleu, débardeur blanc et coiffure bleu et Queen en Miss Campbell modifiée. Ils ont envoyé Bishop sur Terre pour surveiller les agissements des Kraangs. Les Kraangs copient le corps robotique de Bishop, ce qui aboutit aux Normans. De plus, au contraire des Krangs qui disent "Krang" à la 3e personne, ils disent "JE" à la 1re personne.

### Baxter Stockman
C'est un savant fou présent dans plusieurs œuvres de l'univers. 
À l'époque des comics Mirage, Baxter Stockman créé les MOUSERS, avec l'aide de sa programmeuse informatique April O'Neil. Stockman les utilise pour commettre des braquages de banque. April le découvre et tente de s'échapper, mais Stockman envoie des MOUSERS pour la capturer. Les Tortues Ninja la sauvent et réussissent à infiltrer l'usine. Stockman est arrêté mais parvient par la suite à s'échapper. Il utiliser la technologie de la DARPA pour construire un corps de robot dans lequel installe son propre cerveau, faisant de lui un cyborg. Stockman a tenté de se venger des tortues, mais son nouveau corps a été électrocuté et apparemment détruit. Il ne restait que ses lunettes.
Dans la série d'animation des années 1980-1990, c'est un inventeur caucasien malavisé qui a essayé de construire ses MOUSERS pour la société Ajax Pest Control, mais on lui a dit que cela mettra la société en faillite. Après son renvoi, il est finalement approché par Shredder, qui lui propose de travailler pour lui pour détruire les Tortues Ninja. Cependant, les Tortues détruisent les MOUSERS et trouvent le nom de Stockman sur l'un d'eux. Stockman est alors interné dans un asile mais se fait libérer par Shredder. Stockman est ensuite chargé d'accompagner Bebop et Rocksteady à travers un portail instable vers la dimension X pour rencontrer Krang. Mais Krang ne voit aucune utilité à son expertise scientifique et décide de le tuer, en le jetant dans une chambre de désintégration alimentée par un mutagène. Cela transforme finalement Stockman en mouche domestique mutante. Stockman fuit la dimension X pour se venger.
Dans les comics édités par IDW Publishing en 2011, Baxter Stockman dirige StockGen company qui a créé les tortues et Splinter, chargé par Krang d'expérimenter sur les mutagènes. Il devient plus tard maire de New York.
Dans le film en prises de vues réelles Ninja Turtles (2014), il apparait brièvement, incarné par K. Todd Freeman. C'est un scientifique travaillant pour Eric Sacks au TCRI. Tyler Perry reprend le rôle dans sa suite, Ninja Turtles 2 (2016). Il est précisé qu'il s'agit d'un génie diplômé du MIT à seulement 15 ans. April découvre qu'il travaille pour Shredder et qu'il va tenter de le libérer.
Dans le film d'animation Batman et les Tortues Ninja (2019), Baxter se révèle être une mouche domestique mutante. S'il travaille pour les Foot, il exprime souvent son incertitude quant à savoir s'il est un employé ou un otage, estimant qu'il n'a jamais été payé pour ses efforts. Lorsqu'il est confronté à Robin, Baxter se rend rapidement en affirmant son incertitude quant à son statut, ce qui incite Robin à noter que Baxter est une grande déception. Il sera ensuite évacué lorsque la cachette commencera à exploser.
Dans le film d'animation Ninja Turtles: Teenage Years (2023), Baxter Stockman est un scientifique isolé qui travaille sur son mutagène. Il n'a pour compagnie sur mouche. Son laboratoire secret est attaqué par les hommes de Cynthia Utrom. Il est tué dans l'attaque mais des déchets de ses produits provoquent la mutation de plusieurs animaux dont les tortues, Splinter, Superfly, Bebop et Rocksteady.